# Три (филм)
Три је југословенски црноталасни ратни филм. Снимљен је 1965. године, а режирао га је Александар Петровић, који је писао и сценарио по мотивима збирке приповедака Папрат и ватра Антонија Исаковића. Припада остварењима црног таласа.

## Радња
У априлу 1941, Нацистичка Немачка је напала Краљевину Југославију. Рат је трајао 12 дана. Милош се на почетку, у току и на крају Другог светског рата на три различита начина сусреће са смрћу. У првој причи он је сведок стрељања недужног човека, у другој њега прогоне немачки војници. У трећој причи Милош, као официр партизанске армије треба да одлучи о судбини оптужене девојке.

## Улоге
| Глумац                   | Улога                 |
| ------------------------ | --------------------- |
| Велимир Бата Живојиновић | Милош Бојанић         |
| Слободан Перовић         | Невино оптужени       |
| Сенка Велетанлић         | Девојка               |
| Воја Мирић               | Партизан              |
| Драгомир Гидра Бојанић   | Жандар                |
| Мића Томић               | „Подбадач“ из масе    |
| Бранислав Јеринић        | Командир              |
| Никола Коле Ангеловски   | Регрут                |
| Милан Јелић              | Регрут који чека воз  |
| Мирјана Коџић            | Госпођа која чека воз |
| Весна Крајина            | Вера                  |
| Златибор Стоимиров       | Поручник              |
| Гизела Вуковић           | Жена са марамом       |
| Али Ранер                | Младић                |
| Столе Аранђеловић        |                       |
| Лаза Јовановић           |                       |
| Рајко Савељић            |                       |

## Награде
- „Три“ је 1966. био номинован за Оскара за најбољи страни филм.[1]
- Бата Живојиновић је добио награду за најбољу мушку улогу (Златна арена) на Фестивалу југословенског филма у Пули.
- Удружење за југословенску филмску културу и науку је овај филм сврстао на четврто место најбољих југословенских филмова за период од 1947. до 1995. године.

## Културно добро
Југословенска кинотека је, у складу са својим овлашћењима на основу Закона о културним добрима, 28. децембра 2016. године прогласила сто српских играних филмова (1911-1999) за културно добро од великог значаја. На тој листи се налази и филм "Три".